# Jakob Willhardt
Jakob Willhardt (* 28. August 1890 in Oberstoppel; † 1. Dezember 1945 in Rothenkirchen) war ein deutscher Politiker (NSDAP).

## Leben
Nach dem Besuch der Volksschule absolvierte Willhardt eine Lehre im Schmiedehandwerk und arbeitete anschließend als Schmied in verschiedenen deutschen Großbetrieben, zuletzt in Fulda. Er meldete sich freiwillig zum Kriegsdienst und nahm bis Ende 1918 als Soldat am Ersten Weltkrieg teil. Willhardt trat 1925 in die NSDAP ein und fungierte später als Kreisverwalter für die Nationalsozialistische Volkswohlfahrt. Von März bis zur Auflösung des Parlaments im Oktober 1933 war er Mitglied des Preußischen Landtages.